# Руб'єра
Руб'єра (італ. Rubiera) — муніципалітет в Італії, у регіоні Емілія-Романья,  провінція Реджо-Емілія.
Руб'єра розташований на відстані близько 340 км на північний захід від Рима, 50 км на захід від Болоньї, 14 км на південний схід від Реджо-нелль'Емілії.
Населення — 14 862 особи (2014).

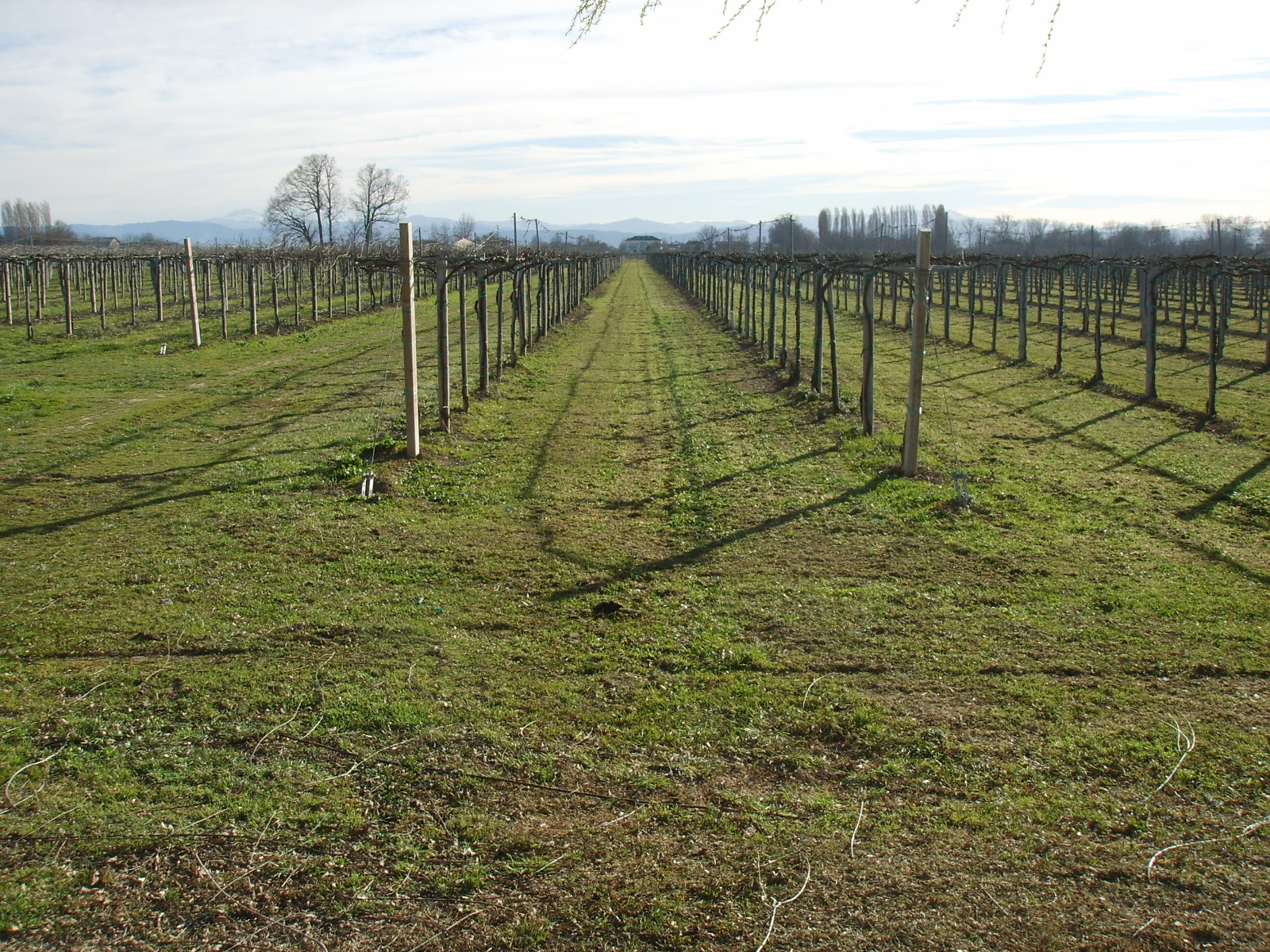

Щорічний фестиваль відбувається 3 лютого. Покровитель — святий Власій.

## Демографія
Населення за роками:

Станом на 1 січня 2023 року в муніципалітеті офіційно проживало 1419 іноземців з 64 країн, серед них 308 громадян країн Євросоюзу та 72 громадяни України.

## Сусідні муніципалітети
- Кампогалліано
- Казальгранде
- Модена
- Реджо-Емілія
- Сан-Мартіно-ін-Ріо